# Paulina Maciuszek
Paulina Maciuszek, née le 2 septembre 1985 à Rabka-Zdrój, est une fondeuse polonaise.

## Biographie
Membre du LKS Poroniec Poronin, elle fait ses débuts en compétition officielle en 2004 et en équipe nationale en 2008, avec une participation aux Championnats du monde des moins de 23 ans à Val Venosta. Peu après, elle fait ses débuts en Coupe du monde à Bormio, puis aux Championnats du monde en 2009 à Liberec, y étant notamment alignée sur le relais, pour une sixième place finale.
En 2010, la Polonaise reçoit une sélection pour les Jeux olympiques de Vancouver, s'y classant notamment 28e du trente kilomètres. En fin d'année 2010, elle inscrit ses premiers points pour le classement général de Coupe du monde avec le 21e rang au quinze kilomètres libre de La Clusaz. Elle enchaîne avec des débuts sur le Tour de ski, dont elle prend la 26e place finale.
Aux Championnats du monde 2013 à Val di Fiemme, sa 28e place au skiathlon représente sa meilleure performance individuelle en mondial.
Maciuszek enregistre ses meilleurs résultats dans l'élite lors de la saison 2013-2014, arrivant 21e du Tour de ski, puis 19e au dix kilomètres classique de Szklarska Poręba, pour son seul top vingt à ce niveau. Aux Jeux olympiques de Sotchi, elle termine 29e du skiathlon, 39e du dix kilomètres libre, 7e du relais et 41e du trente kilomètres classique.
Elle est la fille des fondeurs Mićhalina Maciuszek et Józef Łuszczek, qui ont tous deux participé à des éditions Jeux olympiques d'hiver, en 1980 à Lake Placid et 1984 à Sarajevo pour son père, et 1994 de Lillehammer pour sa mère.
Elle dispute son ultime compétition internationale au Nordic Opening en fin d'année 2014.

## Palmarès

### Jeux olympiques d'hiver
| Épreuve / Édition | Sprint                           | Sprint                           | 10 km                            | 10 km                            | Poursuite / Skiathlon 2 × 15 km | 30 km | Relais | Relais    |
| Épreuve / Édition | libre                            | classique                        | libre                            | classique                        | Poursuite / Skiathlon 2 × 15 km | 30 km | Sprint | 4 × 10 km |
| JO 2010 Vancouver | Épreuve inexistante à cette date | —                                | 44e                              | Épreuve inexistante à cette date | 51e                             | 28e   | —      | Dis.      |
| JO 2014 Sotchi    | —                                | Épreuve inexistante à cette date | Épreuve inexistante à cette date | 39e                              | 29e                             | 41e   | —      | 7e        |

Légende :
- : pas d'épreuve
- — : Non disputée par Maciuszek

### Championnats du monde
| Épreuve / Édition           | Sprint                           | Sprint                           | 10 km                            | 10 km                            | Poursuite / Skiathlon 2 × 7,5 km | 30 km | Relais | Relais   |
| Épreuve / Édition           | libre                            | classique                        | libre                            | classique                        | Poursuite / Skiathlon 2 × 7,5 km | 30 km | Sprint | 4 × 5 km |
| Mondiaux 2009 Liberec       | -                                | Épreuve inexistante à cette date | Épreuve inexistante à cette date | 61e                              | 57e                              | 49e   | —      | 6e       |
| Mondiaux 2011 Oslo          | 52e                              | Épreuve inexistante à cette date | Épreuve inexistante à cette date | 47e                              | 32e                              | 43e   | —      | 8e       |
| Mondiaux 2013 Val di Fiemme | Épreuve inexistante à cette date | 56e                              | 34e                              | Épreuve inexistante à cette date | 28e                              | -     | —      | 9e       |

Légende :
- : pas d'épreuve
- — : Non disputée par Maciuszek

### Coupe du monde
- Meilleur classement général : 61e en 2014.
- Meilleur résultat individuel : 19e.

#### Classements par saison
| Saison    | Classement général final | Classement distance |
| 2010-2011 | 64e                      | 55e                 |
| 2012-2013 | 109e                     | 78e                 |
| 2013-2014 | 61e                      | 49e                 |

### Championnat national
- Médaille d'or en 2010 sur le 5 km classique.
- Médaille d'or en 2013 en sprint par équipes.